# Canoparmelia austroamericana
Canoparmelia austroamericana är en lavart som beskrevs av Adler. Canoparmelia austroamericana ingår i släktet Canoparmelia och familjen Parmeliaceae.   Inga underarter finns listade i Catalogue of Life.